# فيكتور كامبوزانو
فيكتور كامبوزانو (بالإسبانية: Víctor Campuzano) هو لاعب كرة قدم إسباني في مركز الهجوم، ولد في 31 مايو 1997 في برشلونة في إسبانيا. لعب مع إسبانيول.

## وصلات خارجية
- فيكتور كامبوزانو على موقع الاتحاد الأوربي (الإنجليزية)
- فيكتور كامبوزانو على موقع قاعدة بيانات كرة القدم.إي يو (الإنجليزية)
- فيكتور كامبوزانو على موقع Soccerbase.com (لاعب) (الإنجليزية)
- فيكتور كامبوزانو على موقع Soccerway.com (الإنجليزية)
- فيكتور كامبوزانو على موقع عالم كرة القدم.نت (الإنجليزية)